# Swaby
Swaby – wieś i civil parish w Anglii, w Lincolnshire, w dystrykcie East Lindsey. W 2011 civil parish liczyła 180 mieszkańców. Swaby jest wspomniana w Domesday Book (1086) jako Suabi.